# Henryk Kłosiński
Henryk Kłosiński – polski śpiewak (tenor), solista bydgoskiej Opery w latach 60. XX w.

## Życiorys
Pierwsze doświadczenia zawodowe zdobywał w Łodzi. Występował m.in. w Zespole Wojska Polskiego. W sezonie 1965/1966 został zaangażowany do bydgoskiej Opery i Operetki w przez dyrektora Zdzisława Wendyńskiego. Spędził w Bydgoszczy tylko dwa pełne sezony (potem śpiewał gościnnie i na krótkoterminowych angażach), ale zapadł w pamięć bydgoskich miłośników opery jako wartościowy solista. Zadebiutował w 1965 r. w „Cnotliwej Zuzannie” J. Gilberta. Występował w dwóch wielkich partiach: Cavaradossiego w „Tosce” G. Pucciniego (1966) i Księcia w „Rigoletcie” G. Verdiego (1967). W tym okresie bywał zapraszany na gościnne występy do innych teatrów muzycznych, m.in. w Łodzi, Warszawie, Wrocławiu. Predestynowany swoim rodzajem głosu do ról wielkich i dramatycznych, nie lubił operetek.
Po latach występował gościnnie w Bydgoszczy. Jako szekspirowski bohater w wielkim dziele Verdiego wystąpił w bydgoskiej premierze w 1989, gdzie tworzył duet wokalno-aktorski z kreującą rolę Desdemony Katarzyną Rymarczyk.